# Raposeira
Raposeira é uma povoação portuguesa do Município de Vila do Bispo que foi sede da extinta Freguesia de Raposeira, freguesia que tinha 25,71 km² de área e 460 habitantes (2011), e, por isso, uma densidade populacional de 17,9 hab/km², o que lhe permitia ser classificada como uma Área de Baixa Densidade (portaria 1467-A/2001).
A Freguesia de Raposeira foi extinta em 2013, no âmbito de uma reforma administrativa nacional, tendo sido agregada à Freguesia de Vila do Bispo, para formar uma nova freguesia denominada Vila do Bispo e Raposeira.

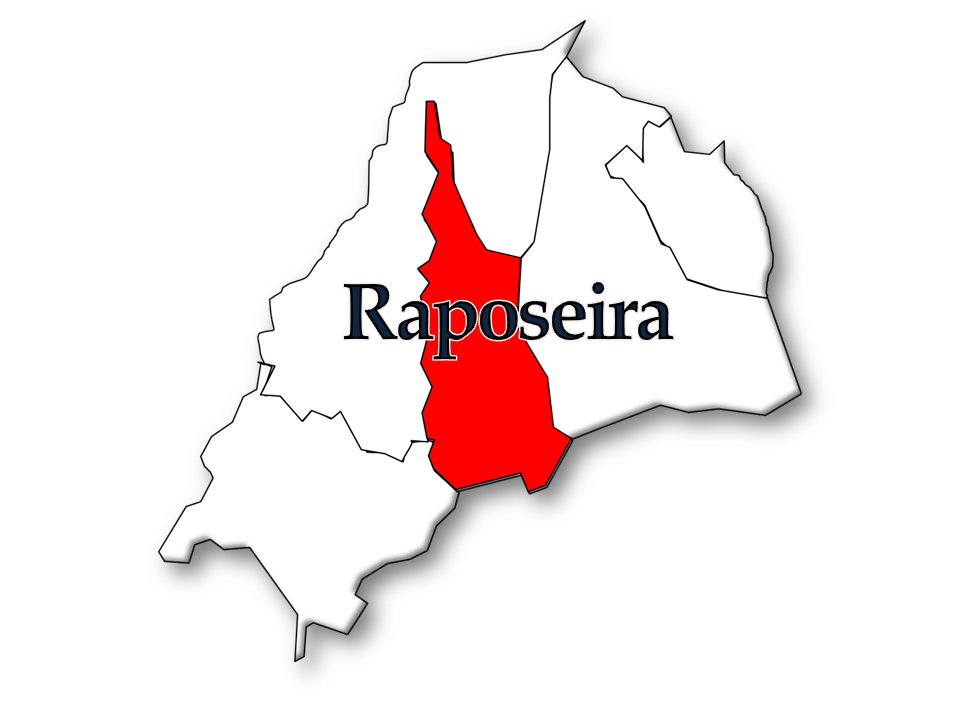
Localização da Freguesia de Raposeira no Município de Vila do Bispo

A Freguesia de Raposeira era uma das freguesias abrangidas pelo Parque Natural do Sudoeste Alentejano e Costa Vicentina.

## População

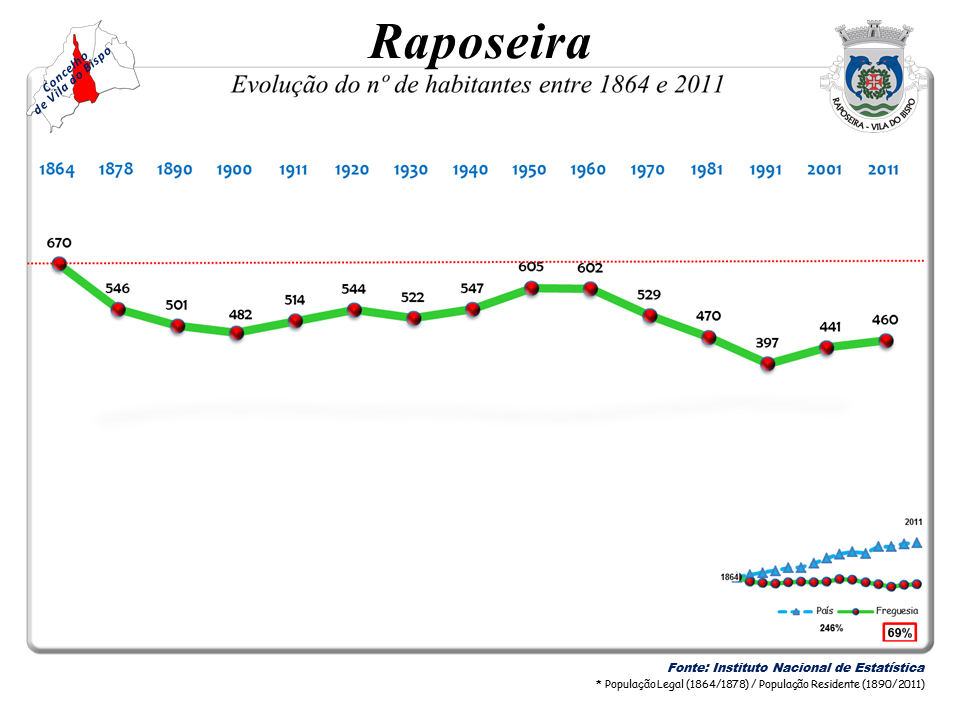
Evolução da População 1864 / 2011

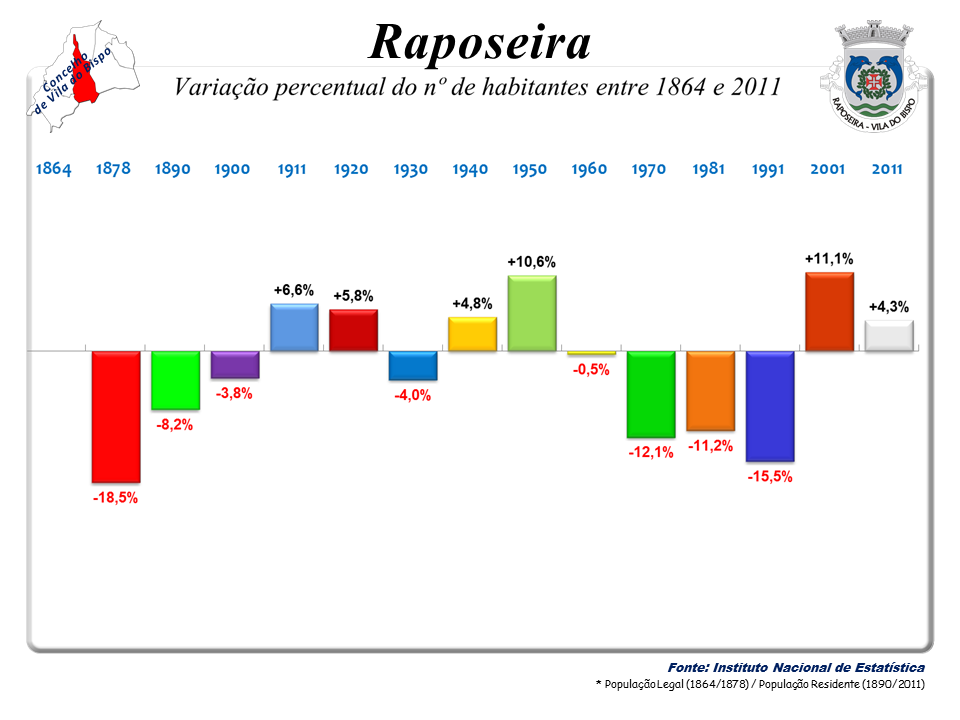
Variação da População 1864 / 2011

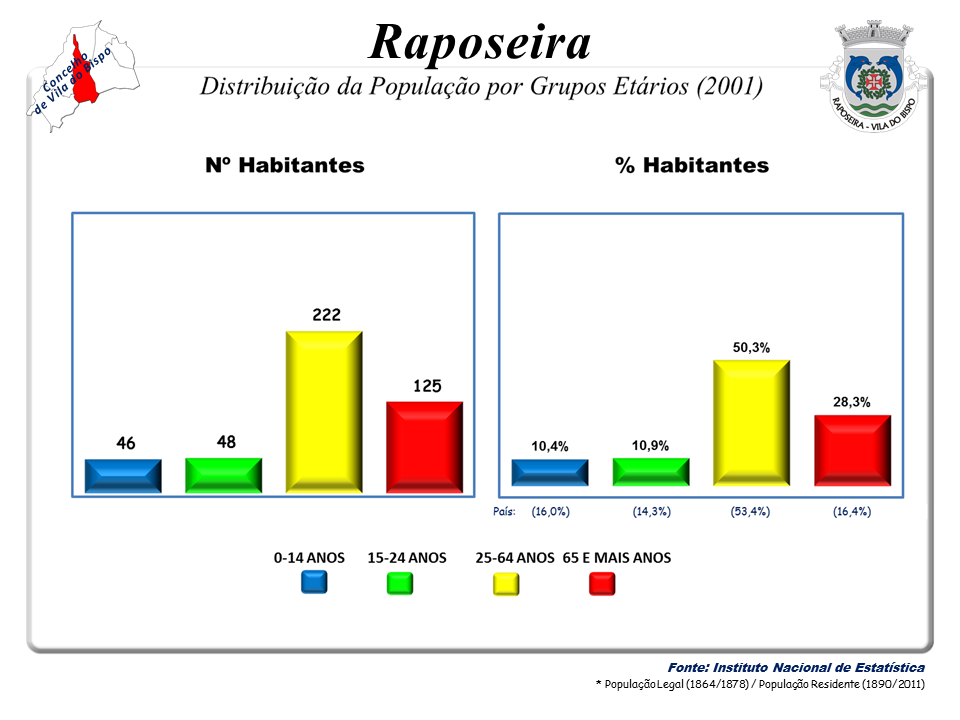
A População em 2001

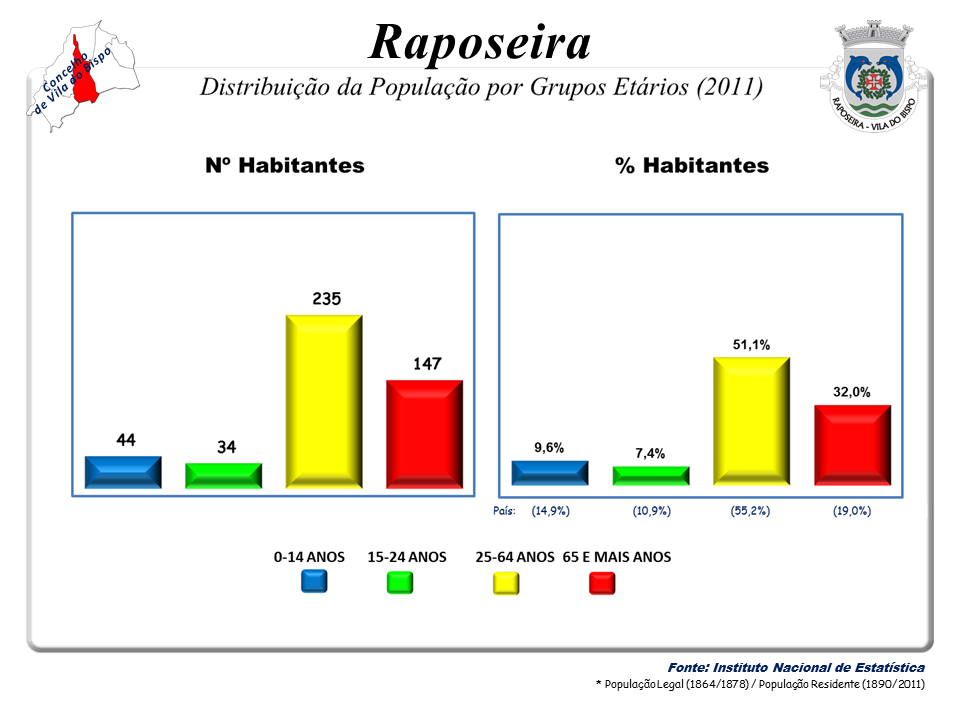
A População em 2011

| População da freguesia de Raposeira | População da freguesia de Raposeira | População da freguesia de Raposeira | População da freguesia de Raposeira | População da freguesia de Raposeira | População da freguesia de Raposeira | População da freguesia de Raposeira | População da freguesia de Raposeira | População da freguesia de Raposeira | População da freguesia de Raposeira | População da freguesia de Raposeira | População da freguesia de Raposeira | População da freguesia de Raposeira | População da freguesia de Raposeira | População da freguesia de Raposeira |
| ----------------------------------- | ----------------------------------- | ----------------------------------- | ----------------------------------- | ----------------------------------- | ----------------------------------- | ----------------------------------- | ----------------------------------- | ----------------------------------- | ----------------------------------- | ----------------------------------- | ----------------------------------- | ----------------------------------- | ----------------------------------- | ----------------------------------- |
| 1864                                | 1878                                | 1890                                | 1900                                | 1911                                | 1920                                | 1930                                | 1940                                | 1950                                | 1960                                | 1970                                | 1981                                | 1991                                | 2001                                | 2011                                |
| 670                                 | 546                                 | 501                                 | 482                                 | 514                                 | 544                                 | 522                                 | 547                                 | 605                                 | 602                                 | 529                                 | 470                                 | 397                                 | 441                                 | 460                                 |

## Património
- Bateria do Zavial
- Casa do Infante
- Capela de Nossa Senhora de Fátima (Raposeira)
- Ermida de Nossa Senhora de Guadalupe
- Igreja da Raposeira
- Menir de Aspradantes
- Menires de Milrei
- Menires de Padrão